# Kuwukan (Ngombol)
Kuwukan is een bestuurslaag in het regentschap Purworejo van de provincie Midden-Java, Indonesië. Kuwukan telt 385 inwoners (volkstelling 2010).